# Sportåret 1993

## Händelser

### Amerikansk fotboll
- Dallas Cowboys besegrar Buffalo Bills med 52 – 17 i Super Bowl XXVII

#### NFL:s slutspel
- I slutspelet deltar från och med 1990 12 lag. I slutspelets omgång I deltar tre Wild Cards tillsammans med den tredje-seedade divisionssegraren. Lag 3 möter lag 6 och lag 4 möter lag 5. Lagen som seedats etta och tvåa går direkt till omgång II.

##### NFC (National Football Conference)
- - Lagen seedades enligt följande
- 1 Dallas Cowboys
- 2 San Francisco 49ers
- 3 Detroit Lions
- 4 New York Giants (Wild Card)
- 5 Minnesota Vikings (Wild Card)
- 6 Green Bay Packers (Wild Card)
  - Omgång I (Wild Cards)
- New York Giants besegrar Minnesota Vikings med 44 – 3
- Green Bay Packers besegrar Detroit Lions med 28 - 24
  - Omgång II
- San Francisco 49ers besegrar New York Giants med 20 – 13
- Dallas Cowboys besegrar Green Bay Packers med 27 - 17
  -     - Omgång III
- Dallas Cowboys besegrar San Francisco 49ers med 38 - 21 i NFC-finalen

##### AFC (American Football Conference)
- - Lagen seedades enligt följande
- 1 Buffalo Bills
- 2 Houston Oilers
- 3 Kansas City Chiefs
- 4 Los Angeles Raiders (Wild Card)
- 5 Denver Broncos (Wild Card)
- 6 Pittsburgh Steelers (Wild Card)
  - Omgång I (Wild Cards)
- Los Angeles Raiders besegrar Denver Broncos 42 – 24
- Kansas City Chiefs besegrar Pittsburgh Steelers 27 – 24 (efter förlängning)
  - Omgång II
- Buffalo Bills besegrar Los Angeles Raiders med 29 – 23
- Kansas City Chiefs besegrar Houston Oilers med 28 - 20
  -     - Omgång III
- Buffalo Bills besegrar Kansas City Chiefs med 30 - 13  i AFC-finalen

### Bandy
- 6 februari - Kazakstan inträder i Internationella bandyförbundet.[1]
- 7 februari - Sverige blir världsmästare i Hamar i Norge efter finalvinst mot Ryssland med 8–0. På tredje plats kommer Norge som vinner bronsmatchen mot Finland med 5-3.[2]
- 20 mars - Sandvikens AIK blir svenska dammästare efter finalvinst över Västerstrands AIK med 6-5 efter förlängning på Studenternas IP i Uppsala.[3]
- 21 mars - Västerås SK blir svenska herrmästare efter finalvinst över IF Boltic med 5–4 (i sudden death) på Studenternas IP i Uppsala.[4][5]
- Okänt datum – Vetlanda BK vinner World Cup genom att i finalen besegra Ljusdals BK med 4–2.

### Baseboll
- 23 oktober - American League-mästarna Toronto Blue Jays vinner World Series med 4-2 i matcher över National League-mästarna Philadelphia Phillies.[6]

### Basket
- 13 juni - Spanien vinner damernas Europamästerskap genom att finalslå Frankrike med 63-53 i Perugia.[7]
- 20 juni - Chicago Bulls vinner NBA-finalserien mot Phoenix Suns.[8]
- 4 juli - Tyskland vinner herrarnas Europamästerskap genom att finalslå Kroatien med 71-70 i Berlin.[9]
- Stockholm Capitals blir svenska mästare för herrar
- Arvika Basket blir svenska mästare för damer

### Bordtennis
- Sverige segrar i lagtävlingen före Kina i världsmästerskapen.

### Curling
- Kanada vinner VM för herrar före Skottland samt  Schweiz och USA på delad tredje plats. Sverige kommer på delad 6:e plats
- Kanada vinner VM för damer före Tyskland samt Sverige och Norge på delad tredje plats.

### Cykel
- Miguel Induráin, Spanien vinner Giro d'Italia
- Miguel Induráin, Spanien vinner Tour de France för tredje året i rad
- Tony Rominger, Schweiz vinner Vuelta a España för andra året i rad
- Lance Armstrong, USA vinner landsvägsloppet i VM.

### Fotboll
- 27 april - Alla närvarande spelarna i Zambias herrlandslag omkommer i en flygolycka över Libreville vid Gabons kust.[10]
- 12 maj - Parma AC vinner Europeiska cupvinnarcupen genom att besegra Royal Antwerp FC med 3–1 i finalen på Wembley Stadium i London.[11]
- 19 maj - Juventus FC vinner UEFA-cupen genom att besegra Borussia Dortmund i finalerna.[11]
- 20 maj - Arsenal FC vinner FA-cupfinalen mot Sheffield Wednesday FC med 2-1 på Wembley Stadium i London.[12]
- 26 maj - Olympique de Marseille vinner UEFA Champions League genom att i finalen besegra AC Milan med 1–0 på Olympiastadion i München.[11]
- 30 maj - Sydafrika spelar sin första officiella damlandskamp i fotboll, då man i Santiago de Chile besegrar Swaziland med 14-0.[13]
- 16 juni - Degerfors IF vinner Svenska cupen för herrar genom att besegra Landskrona BoIS med 3–0 i finalen i Göteborg.[14]
- 4 juli
  - Brasilien vinner Copa América genom att vinna finalen mot Mexiko med 2-1 i Guayaquil.[15]
  - Norge vinner Europamästerskapet för damer efter finalvinst mot Italien med 1-0 i Cesena.[16]
- 13 oktober - Makedonien spelar sin första officiella herrlandskamp i fotboll, då man i Kranj förlorar med 1-4 mot Slovenien.[17]
- 3 december - Argentina spelar sin första officiella damlandskamp i fotboll, då man i Santiago de Chile besegrar Chile med 3-2.[18]
- Okänt datum – Gideonsbergs IF vinner Svenska cupen för damer genom att finalslå Älvsjö AIK med 4-1.[19]
- Okänt datum – Roberto Baggio, Italien, utses till Årets spelare i Europa och Världens bästa fotbollsspelare.
- Okänt datum – *Carlos Valderrama, Colombia, utses till Årets spelare i Sydamerika.
- Okänt datum – Abedi Pelé, Ghana, utses till Årets spelare i Afrika för tredje året i rad av tidningen France Football.
- Okänt datum – Rashidi Yekini, Nigeria, utses till Årets spelare i Afrika av Afrikanska fotbollsförbundet.
- Okänt datum – Robert Slater, Australien, utses till Årets spelare i Oceanien.

#### Ligasegrare / resp. lands mästare
- Belgien - Anderlecht
- England - Manchester United
- Frankrike - Paris Saint-Germain
- Italien - AC Milan
- Nederländerna – Feyenoord
- Skottland - Rangers
- Portugal – Porto
- Spanien - Barcelona
- Sverige - IFK Göteborg (herrar) Malmö FF (damer)
- Tyskland - Werder Bremen

### Friidrott
- 31 december - Simon Chemwoyo, Kenya vinner herrklassen och Helen Kimaiyo Kipkoskei, Kenya vinner damklassen vid Sylvesterloppet i São Paulo.[20]
- Cosmas Ndeti, Kenya vinner herrklassen vid Boston Marathon.[21] medan Olga Markova, Ryssland vinner damklassen.[22]
- Vid VM i friidrott blir de svenska deltagarna utan medaljer.

### Golf

#### Herrar
- Mest vunna prispengar på PGA-touren:  Nick Price, Zimbabwe med 1 478 557$
- Mest vunna prispengar på Champions Tour (Senior-touren): Dave Stockton, USA med 1 175 944$
- Ryder Cup: USA besegrar Europa med 15 - 13

##### Majorstävlingar
- The Masters - Bernhard Langer, Tyskland
- US Open - Lee Janzen, USA
- British Open - Greg Norman, Australien
- PGA Championship - Paul Azinger, USA

#### Damer
- Mest vunna prispengar på LPGA-touren: Betsy King, USA med 595 992$

##### Majorstävlingar
- Kraft Nabisco Championship - Helen Alfredsson, Sverige
- LPGA Championship - Patty Sheehan, USA
- US Womens Open - Lauri Merten, USA
- Du Maurier Classic - Brandie Burton, USA

### Handboll
- 20 mars - Ryssland blir herrvärldsmästare genom att finalbesegra Frankrike med 28-19 i Stockholm.[23]
- 5 december - Tyskland blir damvärldsmästare genom att finalbesegra Danmark med 22-21 efter förlängning i Oslo.[24]
- Redbergslids IK blir svenska herrmästare.

### Innebandy
- 9 januari - För första gången blir det 0–0 i Sveriges högstadivision i innebandy för herrar, då Vimmerby IBK och Jönköpings IK spelar mållöst.[25]
- 28 mars - VK Rasket blir svenska mästare för damer genom att besegra IBK Lockerud med 4–0 i finalen.[25]
- 4 april - Balrog IK blir svenska mästare för herrar genom att besegra Sjöstads IF med 2–1 i matcher i finalserien.[26]
- 8 maj - Sverige spelar sin första officiella damlandskamp i innebandy, då man i Örebro slår tillbaka Norge med 6–0.[27]
- September - Svenska Innebandyförbundets seriespel igång Sveriges första nationella seriespel i innebandy för damer. Samtidigt på herrsidan bantas Division 1-serierna från sex till fyra 10-lagsgrupper, och regionala Division 2-serier för herrar med åtta 10-lagsserier införs.[25]
- 11 november - Publikrekord för landslagsinnebandy noteras i Solna, där 1 388 personer ser herrlandskampen Sverige–Finland.[25]
- November - Antalet licenserade innebandyspelare i Sverige överskrider 50 000.[25]
- 30 december - I Stockholm vinner Balrog IK Europacupen för herrar genom att finalbesegra SSV med 9–2.[25]
- 31 december - I Helsingfors vinner VK Rasket Europacupen för herrar genom att finalbesegra HC Rychenberg med 8-3.[25]

### Ishockey
- 4 januari - Kanada vinner juniorvärldsmästerskapet i Saskatchewan före Sverige och Tjeckoslovakien.[28]
- 2 februari - Slovakien inträder i IIHF.[29]
- 14 februari - Sverige vinner Sweden Hockey Games i Stockholm före Tjeckien och Ryssland.[30]
- 27 mars - Finland vinner Europamästerskapet för damer i Esbjerg före Sverige och Norge.[31]
- 6 april - Brynäs IF blir svenska herrmästare efter slutspelsvinst över Luleå HF med 3 matcher mot 2.[32]
- 2 maj - Världsmästerskapet för herrar spelas i Tyskland och vinns av Ryssland före Sverige och Tjeckien.[33]
- 9 juni - Stanley Cup vinns av Montreal Canadiens som besegrar Los Angeles Kings med 4 matcher mot 1 i slutspelet.[34]
- 21 december - Ryssland vinner Izvestijaturneringen i Moskva före Ryssland B och Sverige.[35]
- 30 december - TPS, Finland vinner Europacupen genom att finalslå Dynamo Moskva, Ryssland med 4-3 på straffar i Düsseldorf.[36]

### Konståkning

#### VM
- Herrar – Kurt Browning, Kanada
- Damer – Oksana Bajul, Ukraina
- Paråkning – Isabelle Brasseur & Lloyd Eisler, Kanada
- Isdans – Maja Usova & Aleksandr Zjulin, Ryssland

#### EM
- Herrar – Dmitri Dmitrenko, Ukraina
- Damer – Surya Bonaly, Frankrike
- Paråkning – Marina Eltsova & Andrej Busjkov, Ryssland
- Isdans – Maja Usova & Aleksandr Zjulin, Ryssland

### Motorsport

#### Enduro
- Svenerik Jönsson, Sverige blir världsmästare i 350cc-klassen, fyrtakt på en Husqvarna.

#### Formel 1
- 7 november - Världsmästare blir Alain Prost, Frankrike.

#### Rally
- 24 november - Juha Kankkunen, Finland vinner rally-VM.

#### Sportvagnsracing
- 19-20 juni - Geoff Brabham, Christophe Bouchut och Eric Hélary vinner Le Mans 24-timmars med en Peugeot 905.

### Orientering
- 9-14 oktober - Världsmästerskapen avgörs i West Point.[37]

### Simning

#### EM kort bana
- Vid EM i simning på kort bana uppnås följande svenska resultat:
  - 50 m frisim, herrar – 1. Joakim Holmqvist
  - 50 m ryggsim, herrar – 3. Zsolt Hegmegi
  - 50 m fjärilsim, herrar – 2. Jan Karlsson
  - Lagkapp 4 x 50 m frisim, herrar – 1. Sverige
  - Lagkapp 4 x 50 m medley, herrar – 1. Sverige
  - 50 m frisim, damer – 2. Linda Olofsson
  - 50 m fjärilsim, damer – 1. Louise Karlsson
  - 100 m individuell medley, damer – 2. Ulrika Jardfelt
  - 100 m individuell medley, damer – 1. Louise Karlsson
  - Lagkapp 4 x 50 m frisim, damer – 1. Sverige
  - Lagkapp 4 x 50 m medley, damer – 2. Sverige
    - Sverige blev bästa nation med 6 guld. Tyskland hade emellertid sammanlagt fler medaljer - 17.

#### EM lång bana
- Vid EM i simning på lång bana uppnås följande svenska resultat:
  - 100 m frisim, herrar - 2. Tommy Werner
  - 200 m frisim, herrar - 3. Anders Holmertz
  - 400 m frisim, herrar - 3. Anders Holmertz
  - Lagkapp 4 x 100 m frisim, herrar - 2. Sverige
  - 50 m frisim, damer – 2. Linda Olofsson
  - Lagkapp 4 x 100 m frisim, damer - 2. Sverige
  - Lagkapp 4 x 200 m frisim, damer - 2. Sverige

### Skidor, alpint

#### Herrar

##### VM
- Slalom
  - 1 Kjetil André Aamodt, Norge
  - 2 Marc Girardelli, Luxemburg
  - 3 Thomas Stangassinger, Österrike
- Storslalom
  - 1 Kjetil André Aamodt, Norge
  - 2 Rainer Salzgeber, Österrike
  - 3 Johan Wallner, Sverige
- Super G
  - Inställt på grund av usla väderförhållanden.
- Störtlopp
  - 1 Urs Lehmann, Schweiz
  - 2 Atle Skaardal, Norge
  - 3 A J Kitt, USA
- Kombination
  - 1 Lasse Kjus, Norge
  - 2 Kjetil André Aamodt, Norge
  - 3 Marc Girardelli, Luxemburg

##### Världscupen
- Totalsegrare: Marc Girardelli, Luxemburg
- Slalom: Thomas Fogdö, Sverige
- Storslalom: Kjetil André Aamodt, Norge
- Super G: Kjetil André Aamodt, Norge
- Störtlopp: Franz Heinzer, Schweiz
- Kombination: Marc Girardelli, Luxemburg

##### SM
- Slalom vinns av Thomas Fogdö, Gällivare SK. Lagtävlingen vinns av Östersund-Frösö SLK.
- Storslalom vinns av Johan Wallner, Branäs AK. Lagtävlingen vinns av Åre SLK.
- Super G vinns av Patrik Järbyn, Åre SLK. Lagtävlingen vinns av Sundsvalls SLK.
- Störtlopp vinns av Magnus Oja, Gällivare SK. Lagtävlingen vinns av Sundsvalls SLK.
- Kombination vinns av Tobias Hellman, Åre SLK.

#### Damer

##### VM
- Slalom
  - 1 Karin Buder, Österrike
  - 2 Julie Parisien, USA
  - 3 Elfi Eder, Österrike, Österrike
  - (4 Kristina Andersson, Sverige
  - 6 Titti Rodling, Sverige)
- Storslalom
  - 1 Carole Merle, Frankrike
  - 2 Anita Wachter, Österrike
  - 3 Martina Ertl, Tyskland
- Super G
  - 1 Katja Seizinger, Tyskland
  - 2 Sylvia Eder, Österrike
  - 3 Astrid Lødemel, Norge
- Störtlopp
  - 1 Kate Pace, Kanada
  - 2 Astrid Lødemel, Norge
  - 3 Anja Haas, Österrike
- Kombination
  - 1 Miriam Vogt, Tyskland
  - 2 Picabo Street, USA
  - 3 Anita Wachter, Österrike

##### Världscupen
- Totalsegrare: Anita Wachter, Österrike
- Slalom: Vreni Schneider, Schweoz
- Storslalom: Carole Merle, Frankrike
- Super G: Katja Seizinger, Tyskland
- Störtlopp: Katja Seizinger, Tyskland
- Kombination: Anita Wachter, Österrike

##### SM
- Slalom vinns av Kristina Andersson, Östersund-Frösö SLK. Lagtävlingen vinns av Östersund-Frösö SLK.
- Storslalom vinns av Ylva Novén, Östersund-Frösö SLK. Lagtävlingen vinns av Östersund-Frösö SLK.
- Super G vinns av Josefin Edvinsson, Östersund-Frösö SLK. Lagtävlingen vinns av Östersund-Frösö SLK.
- Störtlopp vinns av Linda Ydeskog, Rättviks SLK. Lagtävlingen vinns av Östersund-Frösö SLK.
- Kombination vinns av Linda Ydeskog, Rättviks SLK.

### Skidor, nordiska grenar

#### Herrar

##### VM
- - 10 km Klassisk stil
- 1 Sture Sivertsen, Norge
- 2 Vladimir Smirnov, Kazakstan
- 3 Vegard Ulvang, Norge
  - 25 km fri stil, jaktstart
- 1 Bjørn Dæhlie, Norge
- 1 Vladimir Smirnov, Kazakstan
- 3 Silvio Fauner, Italien
  - 30 km klassisk stil
- 1 Bjørn Dæhlie, Norge
- 2 Vegard Ulvang, Norge
- 3 Vladimir Smirnov, Kazakstan
  - 50 km fri stil
- 1 Torgny Mogren, Sverige
- 2 Hervé Balland, Frankrike
- 3 Bjørn Dæhlie, Norge
  - Stafett 4 x 10 km
- 1 Norge (Sture Sivertsen, Vegard Ulvang, Terje Langli & Bjørn Dæhlie)
- 2 Italien (Maurilio De Zolt, Marco Albarello, Giorgio Vanzetta & Silvio Fauner)
- 3 Ryssland (Andrej Kirilov, Igor Badamsjin, Aleksej Prokurorov & Michail Botvinov)
  - Nordisk kombination, individuellt (Backe K90 + 15 km fri stil)
- 1 Kenji Ogiwara, Japan
- 2 Knut Tore Apeland, Norge
- 3 Trond Einar Elden, Norge
  - Nordisk kombination, lag (Backe K90 + 3 x 5 km fri stil)
- 1 Japan (Takanori Kono, Masashi Abe & Kenji Ogiwara)
- 2 Norge (Trond Einar Elden, Knut Tore Apeland & Fred Børre Lundberg)
- 3 Tyskland (Thomas Dufter, Jens Deimel & Hans-Peter Pohl)
  - Backhoppning, individuellt K90.
- 1 Masahiko Harada, Japan
- 2 Andreas Goldberger, Österrike
- 3 Jaroslav Sakala, Tjeckien
  - Backhoppning, individuellt K120.
- 1 Espen Bredesen, Norge
- 2 Jaroslav Sakala, Tjeckien
- 3 Andreas Goldberger, Österrike
  - Backhoppning, lag K120.
- 1 Norge (Bjørn Myrbakken, Helge Brendryen, Øyvind Berg & Espen Bredesen)
- 2 Tjeckien (Martin Švagerko, František Jež, Jiři Parma & Jaroslav Sakala)
- 3 Österrike (Heinz Kuttin, Ernst Vettori, Stefan Horngacher & Andreas Goldberger)

##### Världscupen
- 1 Bjørn Dæhlie, Norge
- 2 Vladimir Smirnov, Kazakstan
- 3 Vegard Ulvang, Norge

##### Övrigt
- 7 mars - Håkan Westin, Graningealliansen, vinner Vasaloppet.[38]
- Okänt datum – Sixten Jernbergpriset tilldelades Staffan Larsson, IFK Mora.

##### SM
- 15 km (K) vinns av Niklas Jonsson, Piteå SGIF. Lagtävlingen vinns av Åsarnas IK.
- 30 km (K) vinns av Vladimir Smirnov, Stockviks SF. Lagtävlingen vinns av Åsarnas IK.
- 50 km (F) vinns av Torgny Mogren, Åsarna IK. Lagtävlingen vinns av IFK Mora.
- Stafett 3 x 10 km (F) vinns av Åsarnas IK med laget  Jyrki Ponsiluoma, Torgny Mogren och Jan Ottosson .

#### Damer

##### VM
- - 5 km klassisk stil
- 1 Larissa Lazutina, Ryssland
- 2 Ljubov Jegorova, Ryssland
- 3 Trude Dybendahl, Norge
  - 15 km jaktstart, fri stil
- 1 Stefania Belmondo, Italien
- 2 Larissa Lazutina, Ryssland
- 3 Ljubov Jegorova, Ryssland
  - 30 km fri stil
- 1 Stefania Belmondo, Italien
- 2 Manuela Di Centa, Italien
- 3 Ljubov Jegorova, Ryssland
  - Stafett 4 x 5 km
- 1 Ryssland (Jelena Välbe, Larissa Lazutina, Nina Gavriljuk & Ljubov Jegorova)
- 2 Italien (Gabriela Paruzzi, Bice Vanzetta, Manuela Di Centa & Stefania Belmondo)
- 3 Norge (Trude Dybendahl, Inger-Helene Nybråten, Anita Moen & Elin Nilsen)

##### Världscupen
- 1 Ljubov Jegorova, Ryssland
- 2 Jelena Välbe, Ryssland
- 3 Stefania Belmondo, Italien

##### SM
- 5 km (K) vinns av Marie-Helene Westin, Hudiksvalls IF. Lagtävlingen vinns av Stockviks SF.
- 10 km (K) vinns av Marie-Helene Westin, Hudiksvalls IF. Lagtävlingen vinns av Stockviks SF.
- 30 km (F) vinns av Antonina Ordina, SK Tegsnäspojkarna. Lagtävlingen vinns av Stockviks SF.
- Stafett 3 x 5 km (F) vinns av Stockviks SF med laget  Anett Fanqvist, Magdalena Wallin och Karin Svingstedt .

### Skidskytte

#### Herrar

##### VM
- Sprint 10 km
  - 1 Mark Kirchner, Tyskland
  - 2 Jon Åge Tyldum, Norge
  - 3 Sergej Tarasov, Ryssland
- Distans 20 km
  - 1 Andreas Zingerle, Italien
  - 2 Sergej Tarasov, Ryssland
  - 3 Sergej Tjepikov, Ryssland
- Stafett 4 x 7,5 km
  - 1 Italien – Willfried Pallhuber, Johann Passler, Pier Alberto Carrara & Andreas Zingerle
  - 2 Ryssland – Valerij Medvedzev, Valerij Kirijenko, Sergej Tarasov & Sergej Tjepikov
  - 3 Tyskland – Sven Fischer, Frank Luck, Mark Kirchner & Jens Steinigen
- Lagtävling
  - 1 Tyskland – Sven Fischer, Frank Luck, Steffen Hoos & Fritz Fischer
  - 2 Ryssland – Aleksej Kobeljev, Valerij Kirijenko, Sergej Loskon & Sergej Tjepikov
  - 3 Frankrike – Gilles Marguet, Thierry Dussère, Xavier Blond & Lionel Laurent

##### Världscupen
- 1 Mikael Löfgren, Sverige
- 2 Mark Kirchner, Tyskland
- 3 Pier Alberto Carrara, Italien

#### Damer

##### VM
- Sprint 7,5 km
  - 1 Myriam Bédard, Kanada
  - 2 Nadezjda Talanova, Ryssland
  - 3 Jelena Belova, Ryssland
- Distans 15 km
  - 1 Petra Behle (Schaaf), Tyskland
  - 2 Myriam Bédard, Kanada
  - 3 Svetlana Paramygina, Ryssland
- Stafett 4 x 7,5 km
  - 1 Tjeckien – Jana Kulhavá, Jirina Adamicková, Iveta Knizková & Eva Haková
  - 2 Frankrike – Corinne Niogret, Veronique Claudel, Delphyne Burlet & Anne Briand
  - 3 Ryssland – Svetlana Paniutina, Nadezjda Talanova, Olga Simusjina & Jelena Belova
- Lagtävling
  - 1 Frankrike – Nathalie Beausire, Delphyne Burlet, Anne Briand & Corinne Niogret
  - 2 Vitryssland – Natalja Permjakova, Natalja Sutsjeva, Natalja Rysjenkova & Svetlana Paramygina
  - 3 Polen – Zofia Pietkinska, Krystyna Liberda, Anna Stera & Helena Mikotajczyk

##### Världscupen
- 1 Anfissa Rezova, Ryssland
- 2 Myriam Bédard, Kanada
- 3 Anne Briand, Frankrike

### Tennis

#### Herrar

##### Tennisens Grand Slam
- Australiska öppna - Jim Courier, USA
- Franska öppna - Sergi Bruguera, Spanien
- Wimbledon - Pete Sampras, USA
- US Open - Pete Sampras, USA
- 1 december - Davis Cup: Tyskland finalbesegrar Australien med 4-1 i Düsseldorf.[39]

#### Damer

##### Tennisens Grand Slam
- Australiska öppna - Monica Seles, Jugoslavien
- Franska öppna - Steffi Graf, Tyskland
- Wimbledon - Steffi Graf, Tyskland
- US Open - Steffi Graf, Tyskland
- 25 juli - Spanien vinner Federation Cup genom att finalbesegra Australien med 2-1 i Frankfurt am Main.[40]

### Volleyboll
- 12 september - Italien vinner herrarnas Europamästerskap genom att finalslå Nederländerna med 3-2 i Åbo.[41]
- 2 oktober - Ryssland vinner damernas Europamästerskap genom att finalslå Tjeckoslovakien med 3-0 i Brno.[42]

## Evenemang
- VM i bandy anordnas i Hamar, Norge
- VM i bordtennis anordnas i Göteborg, Sverige
- VM på cykel anordnas i Oslo,  Norge
- VM i curling för damer anordnas i Genève, Schweiz
- VM i curling för herrar anordnas i Genève, Schweiz
- VM i friidrott anordnas i Stuttgart, Tyskland
- VM i ishockey anordnas i München  och Dortmund, Tyskland
- VM i konståkning anordnas i Prag, Tjeckien
- VM på skidor, alpina grenar anordnas i Morioka, Japan
- VM på skidor, nordiska grenar anordnas i Falun, Sverige
- VM i skidskytte anordnas i Borovets, Bulgarien
- EM i simning på lång bana anordnas i Sheffield, Storbritannien
- EM i simning på kort bana anordnas i Gateshead, Storbritannien
- EM i basket anordnas i Karlsruhe, Berlin och München, Tyskland
- EM i konståkning anordnas i Helsingfors, Finland

## Födda
- 1 mars – Michael Conforto, amerikansk basebollspelare.
- 7 mars – Mary Earps, engelsk fotbollsmålvakt.
- 11 mars – Anthony Davis, amerikansk basketspelare.
- 15 mars – Paul Pogba, fransk fotbollsspelare.
- 29 april – Justin Thomas, amerikansk golfspelare.
- 19 maj – Emil Bergström, svensk fotbollsspelare.
- 29 maj – Aleksejs Gilnics, lettisk fotbollsspelare.
- 27 juli – Jordan Spieth, amerikansk golfspelare.
- 17 augusti – Sarah Sjöström, svensk simmare.
- 3 september – Dominic Thiem, österrikisk tennisspelare.
- 24 november – Fridolina Rolfö, svensk fotbollsspelare.

## Avlidna
- 6 februari – Arthur Ashe, 49, amerikansk tennisspelare.
- 24 februari – Bobby Moore, 51, engelsk fotbollsspelare.
- 15 mars – Lennart Hyland, 73, svensk sportkommentator i radio och TV.
- 1 maj – Romāns Abžinovs, 24, lettisk fotbollsspelare.
- 12 maj – Zeno Colò, 72, italiensk alpin skidåkare.
- 15 juni – James Hunt, 45, brittisk racerförare.
- 16 september – Rok Petrovič, 27, slovensk alpin skidåkare.

### Fotnoter
1. ↑  ”FIB History” (på engelska). International Bandy Federation. https://www.worldbandy.com/about-fib/. Läst 21 augusti 2011.
2. ↑  ”World Championships 1992/93” (på engelska). Bandysidan. http://www.bandysidan.nu/event.php?EVID=70. Läst 20 augusti 2011.
3. ↑  Erik Jonsson (20 mars 1992). ”1990–1999”. Svenska Bandyförbundet. Arkiverad från originalet den 17 mars 2020. https://web.archive.org/web/20200317214705/https://www.svenskbandy.se/BANDYFINALEN/HISTORIK/Svenskamastare/Damer/1990-1999. Läst 18 mars 2020.
4. ↑  Erik Jonsson (21 mars 1993). ”1990–1999”. Svenska Bandyförbundet. https://www.svenskbandy.se/BANDYFINALEN/HISTORIK/Svenskamastare/Herrar/1990-1999/. Läst 18 mars 2020.
5. ↑  ”Västerås Sportklubbs SM-finaler i bandy”. VSK Forum. http://www.vskforum.com/vsk.nu/SM-finallag.html. Läst 21 juli 2011.
6. ↑  ”1993 World Series” (på engelska). Baseball-Reference.com. http://www.baseball-reference.com/postseason/1993_WS.shtml. Läst 25 juni 2015.
7. ↑  ”Sport Statistics”. Arkiverad från originalet den 20 september 2015. https://web.archive.org/web/20150920054724/http://todor66.com/basketball/Europe/Women_1993.html. Läst 24 augusti 2011.
8. ↑  ”Basketball Reference”. http://www.basketball-reference.com/leagues/NBA_1993_games.html. Läst 25 augusti 2011.
9. ↑  ”Sport Statistics”. Arkiverad från originalet den 18 juni 2011. https://web.archive.org/web/20110618003752/http://www.todor66.com/basketball/Europe/Men_1993.html. Läst 24 augusti 2011.
10. ↑  Emma Lukins (12 februari 2012). ”Det var här som våra bröder dog” (på svenska). Sveriges Radio. https://sverigesradio.se/sida/artikel.aspx?programid=179&artikel=4958248. Läst 23 mars 2020.
11. 1 2 3  ”European Competitions 1992-93” (på engelska). RSSSF. http://www.rsssf.com/ec/ec199293.html. Läst 16 augusti 2011.
12. ↑  ”England FA Challenge Cup 1992-1993” (på engelska). RSSSF. http://www.rsssf.com/tablese/engcup1993.html. Läst 19 augusti 2012.
13. ↑  ”South Africa - Women - International Results” (på engelska). RSSSF. http://www.rsssf.com/tablesz/zaf-wom-intres.html. Läst 20 augusti 2011.
14. ↑  Jimmy Lindahl (16 augusti 2005). ”Svenska cupen – finalmatcher”. Bolletinen. http://www.bolletinen.se/sfs/pdf/stat_h_allsvens_1941_2005_stat_herr_cupen_finalmatcher.pdf. Läst 21 augusti 2012.
15. ↑  ”Copa América 1991” (på engelska). RSSSF. http://www.rsssf.com/tables/93safull.html. Läst 16 augusti 2011.
16. ↑  ”European Women Championship 1991-93” (på engelska). RSSSF. http://www.rsssf.com/tablese/eur-women93.html. Läst 16 augusti 2011.
17. ↑  ”(North) Macedonia - International Results” (på engelska). RSSSF. http://www.rsssf.com/tablesf/fyrom-intres.html. Läst 20 augusti 2011.
18. ↑  ”Argentina - Women National Team” (på engelska). RSSSF. http://www.rsssf.com/tablesa/arg-wom-intres.html. Läst 20 augusti 2011.
19. ↑  Jimmy Lindahl (16 augusti 2005). ”Svenska cupen för damer”. Bolletinen. http://www.bolletinen.se/sfs/pdf/stat_d_lanslag_19981_2005_sv_cup_damer.pdf. Läst 21 augusti 2012.
20. ↑  ”1993” (på portugisiska). Sylvesterloppet. Arkiverad från originalet den 1 mars 2014. https://web.archive.org/web/20140301032551/http://www.saosilvestre.com.br/1990. Läst 19 augusti 2012.
21. ↑  ”Boston Marathon”. Arkiverad från originalet den 27 april 2015. https://web.archive.org/web/20150427035419/http://www.baa.org/races/boston-marathon/boston-marathon-history/past-champions/past-mens-open-champions.aspx. Läst 9 april 2011.
22. ↑  ”Boston Marathon”. Arkiverad från originalet den 7 mars 2012. https://web.archive.org/web/20120307073943/http://www.baa.org/races/boston-marathon/boston-marathon-history/past-champions/past-womens-open-champions.aspx. Läst 9 april 2011.
23. ↑  ”Sport Statistics”. Arkiverad från originalet den 24 augusti 2011. https://web.archive.org/web/20110824143202/http://www.todor66.com/handball/World/Men_1990.html. Läst 23 augusti 2011.
24. ↑  ”Sport Statistics”. Arkiverad från originalet den 24 augusti 2011. https://web.archive.org/web/20110824171215/http://www.todor66.com/handball/World/Women_1993.html. Läst 23 augusti 2011.
25. 1 2 3 4 5 6 7  ”Datum i innebandyhistorien”. Svenska Innebandyförbundet. Arkiverad från originalet den 15 maj 2021. https://web.archive.org/web/20210515132333/https://epiadmin.innebandy.se/sv/StatistikHistorik/Datum-i-innebandyhistorien/. Läst 22 augusti 2011.
26. ↑  ”SM slutspel herrar 1992/93”. Svenska Innebandyförbundet. Arkiverad från originalet den 15 december 2011. https://web.archive.org/web/20111215195931/http://www.innebandy.se/sv/StatistikHistorik/Statistik-och-rekord-herrar-elit/SM-slutspel-genom-tiderna-herrar1/199293/. Läst 22 augusti 2011.
27. ↑  ”Alla landskamper”. Svenska Innebandyförbundet. Arkiverad från originalet den 19 april 2015. https://web.archive.org/web/20150419111529/http://epiadmin.innebandy.se/sv/Landslag1/Damer/Statistik-och-historik1/. Läst 20 augusti 2011.
28. ↑  ”Championnat du monde 1993 des moins de 20 ans” (på franska). Hockey Archives. 4 januari 1993. https://www.hockeyarchives.info/U-20_1993.htm. Läst 9 september 2012.
29. ↑  ”Slovakia” (på engelska). International Ice Hockey Federation. 2 februari 1993. https://www.iihf.com/en/associations/1365/slovakia. Läst 21 augusti 2011.
30. ↑  ”Matches internationaux 1992/93” (på franska). Hockey Archives. 14 februari 1993. https://www.hockeyarchives.info/inter1993.htm. Läst 20 augusti 2012.
31. ↑  ”Championnats d'Europe féminins 1993” (på franska). Hockey Archives. 27 mars 1993. https://www.hockeyarchives.info/eurofem1993.htm. Läst 15 augusti 2011.
32. ↑  ”Championnat de Suède 1992/93” (på franska). Hockey Archives. 6 april 1993. https://www.hockeyarchives.info/Suede1993.htm. Läst 15 augusti 2011.
33. ↑  ”Championnats du monde 1993” (på franska). Hockey Archives. 2 maj 1993. https://www.hockeyarchives.info/mondial1993.htm. Läst 15 augusti 2011.
34. ↑  ”NHL 1992/93” (på franska). Hockey Archives. https://www.hockeyarchives.info/NHL1993.htm. Läst 23 mars 2020.
35. ↑  ”Matches internationaux 1992/93” (på franska). Hockey Archives. 21 december 1993. https://www.hockeyarchives.info/inter1993.htm. Läst 20 augusti 2012.
36. ↑  ”Coupe d'Europe 1993/94” (på franska). Hockey Archives. 30 december 1993. https://www.hockeyarchives.info/Europe1994.htm. Läst 9 september 2012.
37. ↑  ”World Orienteering Championships 1993” (på engelska). http://orienteering.org/events/?event_id=29. Läst 20 augusti 2012.
38. ↑  ”Historiska segrare”. Vasaloppet. Arkiverad från originalet den 22 mars 2020. https://web.archive.org/web/20200322121012/https://www.vasaloppet.se/wp-content/uploads/sites/1/2019/09/historiska_segrare_vasaloppet_sve_2019-09-18.pdf. Läst 5 september 2011.
39. ↑  ”Davis Cup”. http://www.daviscup.com/en/results/tie/details.aspx?tieId=10000610. Läst 20 augusti 2011.
40. ↑  ”Fed Cup”. Arkiverad från originalet den 24 mars 2012. https://web.archive.org/web/20120324125645/http://www.fedcup.com/en/results/tie/details.aspx?tieId=20003485. Läst 21 augusti 2011.
41. ↑  ”Sport Statistics”. Arkiverad från originalet den 26 juni 2015. https://web.archive.org/web/20150626103149/http://todor66.com/volleyball/Europe/Men_1993.html. Läst 24 augusti 2011.
42. ↑  ”Sport Statistics”. Arkiverad från originalet den 26 juni 2015. https://web.archive.org/web/20150626192219/http://todor66.com/volleyball/Europe/Women_1993.html. Läst 24 augusti 2011.